# Anna-Eva Bergman

Anna-Eva Bergman

Anna-Eva Bergman (* 29. Mai 1909 in Stockholm, Schweden; † 24. Juli 1987 in Grasse, Frankreich) war eine norwegische Malerin.
Anna-Eva Bergman gehört zu den wichtigen skandinavischen und international renommierten Vertretern der Modernen Kunst nach dem Zweiten Weltkrieg. Sie malte im Stil des Abstrakten Expressionismus. Sie wird zur Nouvelle École de Paris gezählt.

## Leben
Anna-Eva Bergman studierte 1926 an der Statens Kunstakademi in Oslo und setzte ihre Ausbildung in Wien und Paris fort.
Im Jahr 1929 heiratete sie den deutschen Maler Hans Hartung (1904–1989). Die Ehe wurde auf Druck ihrer Mutter – in Hartungs Abwesenheit – relativ schnell wieder geschieden. 1952 trafen sich die beiden wieder und heirateten im Jahr 1957 ein zweites Mal, woraufhin sie bis zu ihrem Tod zusammenblieben.
Im Jahr 1959 war Anna-Eva Bergmann Teilnehmerin der documenta II in Kassel.
Hartung und Anna-Eva Bergman lebten und arbeiteten viele Jahre zusammen in Frankreich, vor allem in Paris. Sie starb am 24. Juli 1987 in Grasse, zwei Jahre vor ihrem Mann.
Seit 1994 werden in der Fondation Hartung-Bergman Werke des Künstlerehepaars ausgestellt.

## Ausstellungen
- 1977: Rétrospective Anna-Eva Bergman, Musée d’art moderne de la Ville de Paris.
- 1981: Kunsthalle Düsseldorf, danach Staatsgalerie Moderne Kunst, München.
- 1987: Hochschule für Angewandte Kunst, Wien.
- 2014: Anna-Eva Bergman, 1909–1987, Galerie Jérôme Poggi, Paris.[1]
- 2018: Anna-Eva Bergman . Licht, Museum der Bildenden Künste, Leipzig. Katalog.[2][3]
- 2023: Anna-Eva Bergman – Reise nach innen, (31. März bis 16. Juli 2023) Musée d’art moderne de la Ville de Paris.[4]